# Taguay (paroisse civile)
Pour les articles homonymes, voir Taguay.
Taguay est l'une des quatre paroisses civiles de la municipalité d'Urdaneta, dans l'État d'Aragua au Venezuela. Sa capitale est Taguay.

## Géographie

### Démographie
Hormis sa capitale Taguay, la paroisse civile possède plusieurs localités :
- El Coquere
- La Suareña
- Los Dos Montes
- Ñare
- Paso de Los Conucos
- Taguay